# Parafia Ewangelicko-Augsburska Zbawiciela w Żorach
Parafia Ewangelicko-Augsburska w Żorach – parafia ewangelicko-augsburska, należąca do diecezji katowickiej. W 2017 liczyła około 700 wiernych.

## Historia parafii
- Ok. 1530 roku luteranizmu książęta śląscy przechodzą na luteranizm. Pierwszym ewangelickim duchownym w Żorach był ks. Wawrzyniec. Po jego odejściu do Opola, do Żor przybył ks. Marcin Szymborski.
- W roku 1569 luteranie przejęli świątynię rzymskokatolicką w Żorach. W drugiej połowie XVI wieku większość mieszkańców miasta stanowili ewangelicy.
- 5 marca 1629 roku na mocy edyktu restytucyjnego króla Czech i Węgier oraz cesarza Świętego Cesarstwa Rzymskiego Narodu Niemieckiego Ferdynanda II Habsburga, dokonano katolikom zwrotu części dóbr zsekularyzowanych po roku 1552. Na mocy tego edyktu świątynia żorska powraca do wyznawców Kościoła rzymskokatolickiego.
- W latach 1629–1822 obowiązywał zakaz odprawiania ewangelikom nabożeństw na Śląsku. Do 1670 roku w Osinach przebywał ks. Bernard Pragenius, który potajemnie odprawiał nabożeństwa dla ewangelików z Żor i okolic. 23 sierpnia 1670 roku został uwięziony i z rozkazu cesarza 17 grudnia wygnany z kraju.
- 17 stycznia 1822 roku burmistrz Rybnika Jökel polecił sporządzić informację co do ilości ewangelików mieszkających na terenie zarządzanego powiatu. Ustalono, że w tym czasie w Żorach było 40 rodzin ewangelickich.
- Ksiądz z Rybnika pierwsze nabożeństwo odprawił w żorskim w ratuszu 4 czerwca 1827 roku w II Święto Zesłania Ducha Świętego.
- W roku 1851 odradza się żorska parafia luterańska i w 1854 poświęca nowy kościół.
- 23 marca 1853 podjęto decyzję o powstaniu domu modlitwy, plebanii i szkoły. W tym celu parafia odkupiła od Bractwa Kurkowego dom strzelniczy za 3100 talarów.
- 22 października 1854 roku odbyła się uroczystość poświęcenia kościoła, którego dokonał ks. superintendent (biskup) Kern z Kluczborka.
- 4 sierpnia 1875 roku położono kamień węgielny pod budowę wieży kościelnej.
- 22 maja 1876 poświęcono wieżę kościelną wysokości 70 stóp oraz dwa dzwony.
- 12 sierpnia 1929 roku poświęcono kamień węgielny pod budowę nowego kościoła.
- 25 marca 1931 roku w parafii poświęcono nowy kościół, który otrzymał imię "Zbawiciela".
- W 1945 roku kościół "Zbawiciela" w Żorach został bezprawnie przejęty przez katolików i utworzono w nim parafię rzymskokatolicką.
- W 1950 roku dzięki staraniom administratora parafii ks. Jana Karpeckiego wyrokiem sądu parafia ewangelicka odzyskała utracone mienie i kościół.
- 5 sierpnia 1951 roku nastąpiło ponowne poświęcenia kościoła.
- 1 września 1961 roku nominację na administratora parafii otrzymał ks. Emil Kowala, który jako pierwszy duszpasterz po II wojnie światowej zamieszkał na plebanii.

## Duszpasterze
- 1529–1569 – ks. Wawrzyniec
- od 1569 – ks. Marcin Szymbarski
- do 1629 – ks. Ignacy Lizoń
- 1629–1851 – parafia formalnie nie istniała
  - 1629–1670 – ks. Bernard Pragenius
  - od 1849 – ks. Horn z Baranowic
- do 1922 – ks. Friedrich Jendersie
- 1922-1938 – ks. Paul Schön
- 1938-1939 – ks. Włodzimierz Missol
- 1939-1942 – ks. Paul Schön
- 1942-1945 – ks. Gerhard Kanzok
- 1945-1961 – ks. Jan Karpecki
- 1961-1972 – ks. Emil Kowala
- 1972-1975 – ks. Adam Baworowski
- 1976-2015 – ks. Tadeusz Makula
  - 2005-2007 - ks. Sebastian Kozieł (wikariusz)
  - 2007-2010 - ks. Bartosz Cieślar (wikariusz)
  - 2010-2012 - ks. Marcin Liberacki (wikariusz)
  - 2012-2015 - ks. Karol Bolesław Długosz (wikariusz)
- od 2015 – ks. Bartosz Cieślar

## Grupy parafialne
Koło Pań, szkółka niedzielna w Żorach